# Georg Maus
Georg Maus (* 5. Juni 1888 in Bottendorf; † 16. Februar 1945 in Hochstadt bei Lichtenfels) war ein deutscher Pädagoge, Mitglied der Bekennenden Kirche und christlicher Widerstandskämpfer gegen den Nationalsozialismus.

## Leben
Maus stammte aus der Familie eines evangelischen Pfarrers der Kirche von Schaumburg-Lippe. Nach der Erlangung der Hochschulreife studierte er an der Universität Marburg Evangelische Theologie und Sprachwissenschaften. Er trat nach seiner Promotion zum Doktor der Philosophie ins Höhere Lehramt ein und lehrte an den verschiedenen Schulen im Umfeld von Wetzlar, in Benrath, Düsseldorf und Neuß. In Düsseldorf fand er eine feste Anstellung, musste aber trotzdem an verschiedenen Schulen der Stadt unterrichten. Nachdem er 1943 ausgebombt worden war, wurde er an das Göttenbach-Gymnasium nach Idar-Oberstein versetzt.
Obwohl er dem NS-Lehrerbund angehörte, war er seit ihrer Gründung ein Mitglied der Bekennenden Kirche. In seiner Benrather Wohnung fand die erste Sitzung des Bruderrates der BK statt. Auch zu bekenntnisorientierten Lehrern nahm er Kontakte auf und sprach bei Vorträgen öffentlich davon, dass nicht nur die NSDAP und die Deutschen Christen keinen Einfluss auf die Kirche haben dürften, sondern hielt auch an seinem Auftrag fest, den Religionsunterricht an seiner Schule zu halten. Als dieser teilweise vom Lehrplan abgesetzt wurde, gab er auf eigene Faust Ersatzunterricht. 1939 trat er aus dem NS-Lehrerbund aus.
Am 16. Mai 1944 wurde Maus in Koblenz in „Schutzhaft“ genommen und dann vor dem Volksgerichtshof wegen „Zersetzung der Wehrkraft“ angeklagt und zu zwei Jahren Gefängnis verurteilt. Bei einem Bombenangriff wurde er verwundet und ins Gefängnis-Lazarett von Berlin-Moabit überführt. Kurz bevor die Rote Armee die Reichshauptstadt einnahm, wurde er in einem Gefängniszug auf Transport in das KZ Dachau geschickt. Ohne jegliche Verpflegung und Wasser starb Georg Maus in diesem Zug. Als Hungerleiche wurde er in Hochstadt bei Lichtenfels aus dem Zug geworfen. Nachdem der Leichnam mehrere Tage dort gelegen hatte, wurde er im nahe gelegenen KZ Flossenbürg begraben.

## Ehrung
- Die Evangelische Kirche in Deutschland erinnert mit einem Gedenktag im Evangelischen Namenkalender am 15. Februar an Georg Maus.[2]
- Im Pfarrhaus von Bottendorf schuf 1975 der Glasmaler Erhardt Klonk auf Anregung von Pfarrer Gustav Hammann (1922–1978) ein Wandgemälde des Heiligen Georg mit dem Drachen, das symbolisch zusammen mit den Lebensdaten das Gedenken an Georg Maus im Bewusstsein halten soll.[3]
- In Idar-Oberstein erinnert ein Stolperstein vor dem Haus Hauptstraße 148 an Georg Maus.[4]
- In Idar-Oberstein ist die Straße, an der das damalige Schulgebäude des Göttenbach-Gymnasiums liegt, nach Georg Maus benannt; in dem Gebäude (Schillerschule) hat heute die Stadtverwaltung ihren Sitz.
- In Fischbach (Idar-Oberstein) gibt es eine Georg-Maus-Straße.

## Varia
Die Stadtverwaltung von Idar-Oberstein ist heute in der ehemaligen Schiller-Schule bzw. dem früheren Gebäude des Göttenbach Gymnasiums untergebracht. Die dazugehörige Straße wurde in Andenken an Maus in „Georg-Maus-Straße“ umbenannt.